# حصار حماة (2011)
يُشيرُ حصار حماة (2011) إلى حصار النظام السوري لمحافظة حماة خلال المرحلة المبكرة من الحرب الأهلية السورية وذلك بعد اندلاعِ احتجاجاتٍ كبيرة مُعارضة للحكومة في مدينة حماة منذ 15 آذار/مارس 2011، على غرار الاحتجاجات في أماكن أخرى من سوريا كجزء من ثورات الربيع العربي. بدأت الأحداث في يوليو/تموز 2011 وقد وَصفَ ناشطون معارضون ما قام به نظام الأسد «بحصار أبناء شعبه».
بحلول الأول من تموز/يوليو تجمّع أكثر من 400.000 متظاهرًا في حماة وذلك في أكبر مظاهرة شهدتها المدينة ضد بشار الأسد. بعد يومين من ذلك؛ كانت دبابات الجيش قد انتشرت في مُختلف بقاع المدينة،  فانطلقت شرارة النزاع بينَ الجيش من جهة وسكّان المدينة من جهة ثانية مما تسبّب في مقتلِ أكثر من 16 مدنيًا على يد قوات الأمن السورية.
في 31 تموز/يوليو أرسلت الحكومة السورية عناصرَ منَ الجيش السوري لحماة من أجلِ السيطرة على الاحتجاجات عشية رمضان كجزء من حملة عسكريّة عُرفت بين أبناء المدينة باسمِ «مذبحة رمضان». في نفس اليوم؛ قتلَ الجيش السوري ما لا يقل عن 142 شخصًا في مختلف أنحاء سوريا بما في ذلك أكثر من 100 في حماة وحدها و29 في دير الزور هذا فضلًا عن مئات من الجرحى. تصاعدت وتيرة العنف يوم 4 آب/أغسطس حينما قتلَ النظام أكثر من 200 مدنيًا في حماة وحدَها.

## الخلفية

### التاريخ المبكر
تُعدّ حماة بؤرة الحرب الأهلية السورية منذ أحداث ثورة الثامن من آذار. عودة سريعة لأحداث الماضي وبالتحديدِ في وقتٍ مبكر من عام 1964؛ اندلعت احتجاجات شعبيّة على نطاق واسع في المدينة لكنّ الجيشَ قمعها بعنفٍ مما تسبّب في مقتل أكثر من 70 مدنيًا. حصلت أعمال عُنف مرّة أخرى في الفترة الممتدة ما بين 1976 حتّى 1982 وذلك بعدَ الانتفاضة الإسلامية في سوريا. حينَها أعدمَ الجيش مجددًا المئات من مواطني حماة فيما بات يُعرف اليوم باسمِ مجزرة حماة 1981. بعد ذلك بعام واحد فقط؛ ففي شباط/فبراير عام 1982 شهدت المدينة أكبر مذبحة حينما هاجمَ الجيش الجماعات الإسلامية التي تركزت في المدينة وأقدمَ على إعدام من فيها. لقد راحَ جرّاء هذه المجزرة ما بين 10.000 حتّى 25.000 من قاطني المدينة من الإسلاميين مُقابلَ 1000 من أفراد الجيش السوري.

### التاريخ الحديث
بدأت الاضطرابات الكبيرة في حماة يوم 3 يونيو/حزيران 2011 وقد تركّزت في المقام الأول في مركز المدينة وفي بعض الأحيان في الضواحي. ردًا على ما حصل وعلى مطالبة الشعب بإزالة بشّار من هرم السلطة؛ أطلقت قوات الأمن السورية الرصاص الحيّ مما تسبب في سقوط 25 قتيل من المدنيين العُزل. عاد الجيش مجددًا لاستعمال العنف حيثُ فرّقَ مظاهرة حضرها عشرات الآلاف من السكان المحليين يوم الجمعة الموافق لـ 3 يونيو/حزيران 2011.
في الأول من تموز/يوليو 2011 تجمّعَ أكثر من 400.000 متظاهرًا في حماة لمطالبة بشار الأسد بالتنحي عن السلطة وبعدَ ذلك مُباشرة أقال الأسد محافظ حماة. بعد يومين فقط، انتشرت الدبابات السورية بطلبٍ من الرئيس نفسهِ في المدينة واشتبكت مع المدنيين مما تسبب في مقتل ما لا يقل عن 20 شخصًا على يد قوات الأمن السورية هذا فضلا حالتَي اغتصاب.

### الرواية الحكومية
يذكر أن الحكومة السورية كانت تقول أن المعارضين المسلحين سيطروا على المدينة حيث قالت وكالة سانا للأنباء الحكومية: أن مجموعات «إرهابية مسلحة» في مدينة حماه، يوم الثلاثاء، عنصرين من قوات حفظ النظام في المدينة، كما قامت مجموعات أخرى في محافظة دير الزور باختطاف 3 من عناصر من قوى الأمن.
وقالت وكالة الأنباء الرسمية (سانا) إن «المجموعات الإرهابية المسلحة اختطفت عنصرين من قوات حفظ النظام في مدينة حماة، كما اقتحمت هذه المجموعات على دراجات نارية مبنى مجلس مدينة حماة، وعبثت بمحتوياته، وسطت على معظم المؤسسات الخدمية ومنها مؤسسة الخزن والتسويق ومستودع الغاز ومديرية المالية».
من جهة أخرى، تم العثور على جثة مساعد أول بالشرطة بحي كازو في حماة بعد اختطافه من قبل المجموعات الإرهابية المسلحة منذ أيام.
وكانت حماة شهدت منذ صباح يوم الأحد، دخول لقطعات من الجيش، التي كانت تحاصر المدينة منذ شهر، يوم الأحد، حيث سقط العشرات في المدينة بحسب ما أفاد ناشط في المدينة، فيما قال مصدر مسؤول أن قوات الجيش لا تزال تنفذ مهمتها في فتح الحواجز والمتاريس، التي كانت قد نصبتها مجموعات مخربة على مداخل المدينة الرئيسية.
وكانت مجموعات مسلحة مكونة من مئات الملثمين على دراجات نارية، اقتحمت يوم الاثنين، مقر القصر العدلي بحماة وأضرمت النيران في بعض أقسامه قبل أن تعمد إلى تخريب ممتلكاته، بحسب وكالة الأنباء «سانا».
وقال نقيب المحامين في محافظة حماه محمد عباس قال إنه لوحظ يوم الاثنين، أعمدة دخان أسود كثيفة تتصاعد من مقر القصر العدلي وتم التأكد من وقوع حريق ضخم في عدة أقسام من القصر، حيث تم إبلاغ الجهات المختصة بالمحافظة للسيطرة على الحريق قبل امتداده إلى أقسام أخرى وإنقاذ محتوياته من السنة اللهب.
كما كانت مجوعات «إرهابية» هاجمت قوى الجيش وحفظ النظام في حماة إذ قال نقيب من قسم شرطة الحميدية بحماة نبيه زريبيه، إنه «حوالي الساعة السادسة صباح الاثنين، عندما كنت أقوم بواجبي مع حوالي 20 عنصرا في القسم اعتدت علينا مجموعات إرهابية مسلحة يقدر عددها بنحو ألف مسلح، تمتلك بنادق حربية وبومبكشن، وأطلقت النار علينا بشكل عشوائي من كل الاتجاهات وقاومناهم حوالي الساعة».
وأضاف زريبيه، أنه «بعد اعتداء المجموعات الإرهابية المسلحة على القسم قامت بإحراقه بأكمله مع الآليات ورمت القنابل وأصابع الديناميت علينا، واستطعت مع بعض العناصر الهرب بمساعدة الأهالي المعروفين من قبلنا سابقا، وساعدونا باللجوء عندهم نحو 10 ساعات، وأثناء ذلك كانت المجموعات الإرهابية تبحث عنا لقتلنا حتى الساعة 6 مساء إلى أن تم تأمين طريق آمن استطعنا الخروج منه خارج مدينة حماه».
وبين أنه«أصيب بقدمه جراء ضربه بعصا عليها من قبل أحد أفراد هذه المجموعات، كما أصيب بشظايا من طلقات بندقية بومبكشن في كافة أنحاء جسده، وأحرقت هذه المجموعات منزله ومنزل العميد وسيارات الخدمة واستولت على السلاح الموجود في القسم بعد نفاد الذخيرة».

## الخط الزمني

### تموز/يوليو 2011
في وقتٍ قصير؛ أصبحت حماة واحدة من أهم مراكز المعارضة خلال الانتفاضة الشعبية التي انطلقت في سوريا لكنّها تحولت في الوقت ذاته إلى بؤرة للعنفِ المتزايد خاصّة بعد فرض نظام الأسد للحصار المُسلح على المدينة منذ 3 يوليو/تموز. بعد ذلك بثلاث أيام؛ زارَ السفير الأميركي روبرت فورد مدينة حماة وأعلن أنه سيبقى هناك حتى يوم الجمعة تعبيرًا عن غضبه من ردّة فعل الحكومة السورية تجاه الاحتجاجات الشعبيّة. في الثامن من تموز/يوليو تجمّعَ أكثر من 500.000 سوري في مدينة حماة ونظموا احتجاجًا سلميًا ضخمًا ضد حكومة الرئيس بشار الأسد وسياساته. في السياق ذاته؛ أكّد الملحق الصحفي في السفارة الأمريكية في دمشق لقناة الجزيرة: «إنّ السفير روبرت فورد قد زارَ حماة في وقت سابقٍ من هذا الشهر وقد رأى بأم عينيه العنف الذي تحدتث حوله الحكومة السورية! لم يكن هناك أي شيء وما تداولته وسائل الإعلام الحكومية مُجرّد افتراءات لا غير. لقد أثبتت حماة أنها نموذجٌ يحتذى به في الاحتجاج السلمي وهذا هو سببُ ذهاب السفير إلى هناك.» وكانَ السفير الفرنسي هو الآخر قد انضمّ إلى السفير الأمريكي للتعبير عن دعمهِ للضحايا. في السابع من تموز/يوليو قامَ السفيران الفرنسي والأمريكي بجولة في بعض مدن سوريا ثم سافرا إلى مدينة حماة للتضامن مع المتظاهرين السلميين. في اليوم الموالي؛ انتشرت المزيد من الدبابات حول أطراف مدينة حماة من تعزيز الحصار في أعقاب الاحتجاجات التي شاركَ فيها نصف مليون شخص في عطلة نهاية الأسبوع السابق.
احتشدَ أكثر من نصف مليون من المواطنين في المدينة يوم 29 يوليو/تموز وذلك بعد الصلاة ثم رددوا هتافات بصوت عالٍ: الشعب يُريدُ إِسقاطَ النّظام. في المنحى ذاته؛ كانّ دعم الحكومة لكل من حمص، دير الزور وحماة قد توقف أو انقطع ثمّ تواصلت سياسات الحكومة الخانقة حينمَا أرسلت مجموعة من الحافلات المكتظة بميليشيات علوية للسيطرة على حماة في 30 تموز/يوليو.
عشية شهرِ رمضان؛ شهدت سوريا أعنف يوم منذ بدء الانتفاضة السلميّة وذلك بعد تعدّي الجيش على المُتظاهرين، حيث ذكرَ المرصد السوري لحقوق الإنسان في يوم 31 يوليو/تموز أن قوات الأمن السورية قد شنّت هجومًا في الساعة 5:00 صباحًا على حماة ثمّ حاصرتها بعد ذلك بوقت قصير. وفي حادث منفصل في نفس اليوم؛ حاولَ السجناء السياسيون التمرد في سجن حماة المركزي لكنّ قوات الأمن ردّت بالذخيرة الحية ولم يُعرف لحدّ اليوم عدد قتلى تلكَ المجزرة.
ألقت الحكومة باللوم على من تُسمّيهم «الإرهابيون المسلحون» الذين قتلوا المئات من أفراد الأمن على حدّ زعمها. حسبَ بعض وكالات الأنباء فإنّ هذا اليوم شهدَ مقتل 136 شخصًا على الأقل؛ 100 منهم في حماة و19 في دير الزور بالإضافة إلى مئات الإصابات. يُعد هذا الحصار الخانق على حماة من بينِ أشدّ ما حصل في بدايات الثورة السورية خاصّة أنه تسببَ في مقتل ما لا يقل عن 2200 من المتظاهرين السلميين.
ذكرَ أحد سكان حماة –وهو طبيب فضّلَ عدم الكشف عن اسمه خوفًا من الاعتقال– لرويترز أن الدبابات كانت تُهاجِم المدينة من الاتجاهات الأربع كما كانت تُطلق النار بشكل عشوائي أمّا مقيم آخر –لم يكشف هو الآخر عن اسمه خوفًا مما قد يفعلهُ به نظام الأسد– فقد قال إنّ القناصة صعدوا على أسطح شركات الكهرباء المملوكة للدولة ثم بدأوا في استهداف المدنيين. قصفت دبابات الحكومة كذلك مجموعة من المساجد التي تعمّد من هم بداخلها الصياح عبرَ مكبرات الصوت بعبارة الله أكبر. عقدَ مجلس الأمن التابع للأمم المتحدة جلسة لمناقشة الوضع في سوريا بطلبٍ من روسيا وذلك في 31 تموز/يوليو.

### آب/أغسطس 2011
واصلت قوات الأمن السورية قصف حماة في الأول من آب/أغسطس. في ذات السياق ذكرت صحيفة ديلي تلغراف البريطانية أن «العديد من سكان حماة قد تحدوا الخطر الواضح وتوجهوا لصلاة الفجر في المساجد كما خرجوا للشارع إبّان قصف الحكومة للمدينة. قُتل جراءَ هذا القصف ثلاث مصلين فيما قضى الرابع نحبه بسبب رصاصة قنّاص. لقد أصابت قذائف الدبابات المباني السكنية في ضواحي الحميدية.» وحسبَ أحد السكان فإنّ «الدبابات كانت تُطلق النار بشكل عشوائي، لم يكونوا يبالون من يقصفون بل كان الهدفُ هوَ قتل وترويع أكبر عدد ممكن من الناس ... كانَ عدد الجرحى كبير جدًا لدرجة أنّ المستشفيات فشلت في التعامل مع هذا خاصّة أنّ مستشفيات المدينة تفتقرُ إلى المعدات الكافية» فيمَا ذكر العامل في مستشفى حماة الدكتور عبد الرحمن: «هناك شيءٌ غريب! رعاية المجتمع الدولي لمدينة بنغازي لا تُقارن برعايته لما يحصلُ في حماة.» تحرّكت دبابات الحكومة إلى شرق بلدة البوكمال ثم مرّت على مدينة دير الزور التي تركت فيها 29 قتيلًا في عطلة نهاية الأسبوع. ذكر نشطاء وشهود عيان أنّ 24 مدنيًا قد قُتلَ على الأقل بما في ذلك قتلى حماة يوم 1 آب/أغسطس. في وقت لاحق من ذلك اليوم؛ فرصَ الاتحاد الأوروبي حظر سفرٍ على خمسة مسؤولين حكوميين كما مدّدَ العقوبات على حكومة الأسد بما في ذلك العقوبات المفروضة على وزير الدفاع علي حبيب محمود.
ناقش مجلس الأمن في الأمم المتحدة الوضع في سوريا في الثاني من آب/أغسطس حيث حاولت الولايات المتحدة، المملكة المتحدة وفرنسا البحثَ عن بيان يُدين سوريا رسميًا على عكس روسيا والصين اللتان خشيتَا من أن يكون البيانُ ذريعة للتدخل العسكري في سوريا. في ذات اليوم؛ راسلَ المعارض السوري رضوان زيادة الرئيس باراك أوباما ووزيرة الخارجية الأمريكية هيلاري كلينتون وطلب منهما الضغطَ على بشار الأسد من أجلِ التنحي عن السّلطة.
في صباح يوم الثالث من أغسطس/آب 2011؛ كانت المدينة قابعة تحت إطلاق النار المستمر وقبلَ منتصف النهار اقتحمت دبابات الجيش السوري حواجزَ الثوار في مدينة حماة ثم «احتلوا» الساحة المركزية. في تلك الفترة؛ انتشرت عددٌ من المنشورات على موقع فيسبوك التي تُفيد بأنّ «الجيش قد تمركزَ في ساحة العاصي» وأّنّ «بطولية شباب حماة قد مكّنتهم من التصدي للجيش ومنعهم من دخول الأحياء.»
قطعت الحكومة خدمات الماء والكهرباء وجميع الاتصالات في حماة والقرى المحيطة بها كما حاولت التضييق على ما يُنشر في مواقع التواصل الاجتماعي. ليس هذا فقط؛ فقد منعت الحكومة الصحفيين الأجانب من دخول البلاد لسببٍ من الأسباب مما عرقل نوعًا ما وصول المعلومات إلى الجهات الدوليّة. تمّ تداول شريط فيديو بتاريخ 3 آب/أغسطس يُظهر دبّابة واحدة على الأقل وهي تُهاجم حيًا في حماة. ظهرَ في الفيديو كذلك أعمدة من المُتصاعدة في السماء. في نفس اليوم؛ أعلنَ عمال حماة عن إضرابهم لثلاث أيام وذلك لتخليد ذكرى الذين قتلوا على أيدي قوات الأمن.
نشرت لجان التنسيق المحلية بيانًا جاء فيه أن القصف قد تركّز في بعض المناطق أكثرَ من غيرها كما أكّدت نفس اللجان من خلال مجموعة من رسائل البريد الإلكتروني على تعرض المدنيين للنار من خلال القناصة فوقَ السطوح هذا فضلا عن تعرض منازلهم للقصف جرّاء قصفِ بعضها بالدبابات. في السياق ذاته حذّر رامي عبد الرحمان رئيس المرصد السوري لحقوق الإنسان من «مخبة حصول مذبحة أخرى في حماة.»
في موضوع آخر ملاحق لتطورات ما حصل في حماة؛ ذكرَ سيرجي فيرشينين مندوب وزارة الخارجية الروسيّة في الشرق الأوسط وشمال أفريقيا أن بلاده ضد اعتماد قرار الأمم المتحدة الذي يُدين العنف في سوريا أمّا نائب وزير الخارجية السوري فيصل مقداد فقد حثّ الهند على تجاهل البروباغندا الغربية في حالة ما حصلَ تصويتٌ في مجلس الأمن. بشكلٍ عام؛ قُتل خلال هذا الحصار وحتّى يوم الرابع من آب/أغسطس ما مجموعهُ 200 مدنيًا من أبناء المدينة.

## ما بعد الحصار
أعلنَ النائب العام في محافظة حماة استقالته من منصبهِ في الأول من أيلول/سبتمبر ردًا على حملة الحكومة على الاحتجاجات السلميّة كما أصر على أنّ الحكومة قد اختطفت أبناء المدينة وأجبرتهم على الصمت والتزام الهدوء تحت تهديد السلاح.
في 28 شباط/فبراير 2012؛ قصفت القوات الحكومية بلدة حلفايا مما أدّى إلى مقتل 20 مدنيًا من القرويين. وفي ذات السياق أكّد نشطاء حقوقيون على أن القتلى العشرين هم من أهل السنّة والجماعة وأنّ النظام قد استهدفهم مُتعمدًا وذلك للرد على العمليات التي قامَ بها الجيش الحر والتي سببت خسائر في صفوق قوات الأمن بقيادة الأسد والأقلية العلوية.

## ردود الفعل

### المنظمات الدوليّة
- أصدرَ مجلس الأمن قرارًا «يُدين الانتهاكات الواسعة النطاق لحقوق الإنسان واستخدام القوة ضد المدنيين من قبل السلطات السورية» وذلك في الرابع من 4 آب/أغسطس.
- فرضَ الاتحاد الأوروبي حظر السفر على خمس مسؤولين حكوميين كما مدّد العقوبات ضد زمرة الأسد الحاكمة في الأول من آب/أغسطس.

### الدول
- أعلنَ رئيس لجنة العلاقات الخارجية في الحكومة الألمانية أنهُ ينبغي أن يكون هناك مقاطعة عالميّة لصادرات الغاز والنفط السورية بهدف الضغط على النظام الحاكِمِ هناك لإنهاء العنف ضد المحتجين.[44] وفي اليوم نفسه ذكرَ المتحدث باسم الحكومة الألمانية أنه إذا رفضَ الأسد إجراء حوار بناء ولجأ في مُقابل ذلك إلى العنف فإنّ الحكومة السورية ستفقد شرعيتها.[45]
- وصفَ وزير الخارجية الإيطالي فرانكو فراتيني الأحداث في حماة «بالعمل الفظيع والقمع العنيف للمتظاهرين السلميين.[46]»
- أدانَ رئيس الوزراء السابق وزعيم تحالف 14 آذار سعد الحريري ما أسماه «مجزرة» و«جرائم القتل الدموية» في حقّ الشعب السوري.[47]
- أدان وبشدّة دميتري ميدفيديف تصرفات الحكومة السورية في حماة ووصفها «بالغير مقبولة».
- عبّر الرئيس عبد الله غول عن قلقه من استخدام قوات الأمن السورية للأسلحة الثقيلة بما في ذلك الدبابات في قمع الاحتجاجات المدنية ثم قال: «من المستحيل أن نظل صامتين في مواجهة هذه الأحداث الواضحة للجميع. أحث سوريا على وقف العنف ضد الشعب وإجراء إصلاحات من أجل بناء مستقبل زاهر للبلاد يقوم على قاعدة من السلام والاستقرار ... من المستحيل أن نظل صامتين إزّاء ما يجري في سوريا.[48]»
- صدرَ بيان صحفي عن مكتب رئيس الوزراء البريطاني الذي طالب الرئيس السوري بشار الأسد بالإصلاح أو التنحي عن السلطة وذلك في الأول من آب/أغسطس.[49]